# Leo van Veen
Leo van Veen (ur. 6 czerwca 1946 w Utrechcie) – holenderski piłkarz i trener piłkarski. W swojej karierze grał w FC Utrecht, Los Angeles Aztecs, Ajaksie Amsterdam i RKC Waalwijk. W Eredivisie rozegrał 473 mecze, w których strzelił 165 goli.

## Kariera piłkarska
Karierę piłkarską rozpoczął w klubie Celeritudo. W wieku 15 lat trafił do VV DOS Utrecht, a w 1965 został włączony do pierwszego składu tej drużyny. Grał w tym klubie do 1970, kiedy klub ten połączył się z USV Elinkwijk i Velox, tworząc FC Utrecht. W nowo powstałym klubie również miał pewne miejsce w składzie, więc pozostał w tej drużynie do 1982, z półroczną przerwą na wypożyczeniu w Los Angeles Aztecs. W czerwcu 1982 podpisał czteroletni kontrakt z Ajaksem Amsterdam. W lipcu 1983 wrócił do FC Utrecht. W lipcu 1984 przeniósł się do RKC Waalwijk. W 1986 zakończył karierę.

## Kariera trenerska
Po zakończeniu kariery trenował swój ostatni klub - RKC Waalwijk. Był jego trenerem do 1988, kiedy został zatrudniony w VVV Venlo. Po 5 latach przeniósł się do macierzystego klubu - FC Utrecht. Następnie po dwóch latach pracy wrócił do drużyny, którą trenował na samym początku. Tam pracował tylko rok, po czym na ten sam czas trafił do Go Ahead Eagles. Następnie wyjechał do RPA, gdzie znalazł zatrudnienie w Ajaksie Kapsztad. Po rocznej pracy został asystentem trenera w Ajaksie Amsterdam. Pracował na tym stanowisku dwa lata, po czym został zatrudniony jako skaut. Następnie na tym samym stanowisku został zatrudniony w NEC Nijmegen, gdzie pracował do 2007. Od tamtego czasu do 2010 pracował jako asystent trenera w Al-Sadd. W 2010 roku został dyrektorem technicznym AS Trenčín. Pracował na tym stanowisku do 2012. Od tego czasu mieszka w Wijk bij Duurstede.